# Cisgeneridade
Em estudos de gênero, a cisgeneridade é a condição da pessoa cuja identidade de gênero corresponde ao sexo que lhe foi atribuído no nascimento. Por exemplo, alguém que se identifica como mulher e foi designada como mulher ao nascer é uma mulher cisgênera. O termo cisgênero é o oposto da palavra transgênero. Cisgênero não é o gênero da pessoa cis, mas sim sua modalidade de género.

## Etimologia e terminologia
O sexólogo alemão Volkmar Sigusch usou o neologismo cissexual (zissexuell em alemão) em uma publicação revisada por pares. Em seu ensaio de 1998, "A Revolução Neossexual", ele cita seu artigo de duas partes de 1991, "Die Transsexuellen und unser nosomorpher Blic" ("Transexuais e nossa visão nosomórfica") como a origem do termo.
O cisgênero tem sua origem no prefixo derivado de latim cis-, que significa "deste lado de", que significa o oposto de trans-, que significando "em frente de" ou "do outro lado de". Este uso pode ser visto na distinção cis-trans em química, o cis-trans ou teste de complementação em genética, em Ciscaucasia (do ponto de vista russo), no antigo termo romano Gália Cisalpina (isto é, "Gália deste lado do Alpes"), Ciskei e Transkei (separados pelo rio Kei) e, mais recentemente, Cisjordânia, como distinto da Transjordânia. No caso do sexo, cis descreve o alinhamento de identidade de género com o sexo atribuído.
Os sociólogos Kristen Schilt e Laurel Westbrook definem o cisgênero como um rótulo para "indivíduos que têm uma correspondência entre o gênero em que foram atribuídos no nascimento, seus corpos e sua identidade pessoal". Um número de derivados dos termos cisgénero e cissexual incluem macho cis para "macho atribuído macho ao nascimento", fêmea cis para "fêmea atribuída fêmea no nascimento", analogamente homem cis e mulher cis, e cissexismo e cissexual suposição. Além disso, um estudo publicado no Journal of International AIDS Society usou o termo cisnormatividade, semelhante à heteronormatividade dos estudos de diversidade sexual. Um adjetivo relacionado é normativo ao gênero porque, como Eli R. Green escreve, "'cisgênero' é usado [em vez do mais popular 'normativo de gênero'] para se referir a pessoas que não se identificam com um gênero experiência diversificada, sem impor a existência de uma expressão normativa de gênero ". Desta forma, cisgênero é preferível porque, ao contrário do termo gênero-normativo, não implica que as identidades transgênero são anormais.
Julia Serano definiu cissexual como "pessoas que não são transexuais e que só experimentaram os seus sexos físico e mental como estando alinhados", enquanto cisgênero é um termo um pouco mais restrito para aqueles que não se identificam como transgênero (uma categoria cultural maior do que transexual que é mais clínico). Para Jessica Cadwallader, o cissexual é "uma maneira de chamar a atenção para a norma não marcada, contra a qual trans é identificada, na qual uma pessoa sente que sua identidade de gênero combina com seu corpo/sexo".
Os termos cigênero e cissexual foram usadas em um artigo de 2006 no Journal of Studies Lesbian e o livro, Whipping Girl de Serano, após o qual o termo ganhou alguma popularidade entre os ativistas que falam Inglês e estudiosos. Jillana Enteen escreveu em 2009 que o cissexual é "feito para mostrar que existem suposições embutidas codificadas na expectativa dessa conformidade perfeita".
Serano também usa o termo relacionado ao cissexismo, "que é a crença de que os gêneros identificados pelos transexuais são inferiores ou menos autênticos que os dos cissexuais". Em 2010, o termo privilégio cisgênero apareceu na literatura acadêmica, definida como o "conjunto de vantagens imerecidas que os indivíduos que identificam como o gênero ao qual foram atribuídos no nascimento se acumulam unicamente devido a ter uma identidade cisgênera".
Enquanto alguns acreditam que o termo cisgênero é meramente politicamente correto,

 académicos médicos usam o termo e reconheceram sua importância em estudos transgênero desde a década de 1990.

Em fevereiro de 2014, redes sociais, formulários e plataformas, uma notável, o Facebook começou a oferecer opções de gênero "personalizadas", permitindo que os usuários se identifiquem com um ou mais termos relacionados a gênero de uma lista selecionada, incluindo cis, cisgênero e outros. Cisgênero também foi adicionado ao Oxford English Dictionary em 2013, definido como "designar uma pessoa cujo senso de identidade pessoal corresponde ao sexo e gênero atribuído a ela no nascimento (em contraste com transgênero)".

## Críticas

### Do feminismo e estudos de gênero
Krista Scott-Dixon escreveu em 2009: "Eu prefiro o termo não-trans a outras opções, como cissexualidade/cisgeneridade".  Ela sustenta essa opinião porque acredita que o termo "não-trans" é mais claro para as pessoas comuns e ajudará a normalizar os indivíduos transgêneros.
A estudiosa de Estudos de Gênero e Mulheres, Mimi Marinucci, escreve que alguns consideram o binário "cisgênero-transgênero" como tão perigoso ou autodestrutivo quanto o binário masculino-feminino, porque agrupa pessoas que se identificam como lésbicas, gays ou bissexuais (LGB) de forma arbitrária e excessivamente simplista com uma classe heteronormativa de pessoas em oposição a pessoas transexuais. Caracterizar indivíduos LGB junto com pessoas heterossexuais e não trans pode sugerir, de forma problemática, que os indivíduos LGB, ao contrário dos indivíduos transgêneros, "não experimentam nenhum descompasso entre sua própria identidade de gênero e expressão de gênero e expectativas culturais em relação à identidade e expressão de gênero".
Glosswitch escreveu na revista britânica New Statesman que, se um binário de gênero essencial não existe, então a ideia de que a identidade de uma pessoa combina com seu gênero é manter um estereótipo.

### Das organizações intersexo
Pessoas intersexo nascem com características sexuais físicas atípicas que podem complicar a atribuição sexual inicial e levar a tratamento médico involuntário ou coagido.
 O termo cisgênero "pode ficar confuso" em relação a pessoas com variações intersexo, embora algumas pessoas intersexo usem o termo, de acordo com o projeto Interact Advocates for Intersex Youth Inter/Act. Hida Viloria da Campanha Intersex pela Igualdade observa que, como uma pessoa nascida com um corpo intersex que tem um senso não-binário de identidade de gênero que "combina" com seu corpo, ela é tanto cisgênero quanto não-conformista, presumivelmente opostos de acordo com a definição de cisgênero; que isso evidencia a base do termo em um modelo sexual binário que não leva em conta a existência das pessoas intersexuais. Ele/ela também critica o fato de que o termo "sexo atribuído ao nascimento" é usado em uma das definições de cisgênero sem notar que bebês são designados como homens ou mulheres independentemente do status intersexo na maior parte do mundo, afirmando que isso ofusca o nascimento de bebês intersexuais e molduras de identidade de gênero dentro de um modelo sexual binário masculino/feminino que não leva em conta tanto a existência de identidades de gênero não conformes de gênero congruentemente nativas.